# ألبرت إدوارد مارتن
ألبرت إدوارد مارتن (بالإنجليزية: Albert Edward Martin)‏ هو سياسي بريطاني وبريطاني (وحمل سابقاً جنسية المملكة المتحدة لبريطانيا العظمى وأيرلندا)، ولد في 1875، وتوفي في 26 يوليو 1936. حزبياً، نشط في الحزب الليبرالي. وقد في الانتخابات العمومية البريطانية 1918 ‏، انتخب عضو برلمان المملكة المتحدة الـ31 عن دائرة رومفورد (14 ديسمبر 1918 – 26 أكتوبر 1922) وفي الانتخابات العامة في المملكة المتحدة 1922 ‏، انتخب عضو برلمان المملكة المتحدة الـ32 عن دائرة رومفورد (15 نوفمبر 1922 – 16 نوفمبر 1923).